# Supercopa de España femenina de baloncesto 2023
La Supercopa de España femenina de baloncesto 2023 o SuperCopa LF 2023 fue la 21ª edición desde su fundación. Se disputó en el Gran Canaria Arena de Las Palmas de Gran Canaria, Canarias durante los días 30 de septiembre y 1 de octubre de 2023, resultando vencedor por segunda vez en su historia el Valencia Basket.

## Equipos participantes
Los equipos participantes de acuerdo a los criterios de participación establecidos por la FEB fueron: 
| Equipo              | Clasificación                     | Participación |
| ------------------- | --------------------------------- | ------------- |
| SPAR Gran Canaria   | Anfitrión                         | 1.ª           |
| Valencia Basket     | Campeón de la Liga Femenina       | 3.ª           |
| Casademont Zaragoza | Campeón de la Copa de la Reina    | 1.ª           |
| Perfumerías Avenida | Subcampeón de la Copa de la Reina | 18.ª          |

## Árbitros
Los árbitros elegidos para arbitrar los encuentros de esta edición fueron: 
- Cristina Adán Rodríguez
- Andrea Alejo Sánchez
- Carlos Javier García León
- Cristian Martín Vázquez
- Víctor Mas Cagide
- Germán Morales Ruiz
- Francisco José Zafra Guerra

## Cuadro
|  | Semifinales         | Semifinales |                     |                 | Final | Final |  |
|  |                     |             |                     |                 |       |       |  |
|  |                     |             |                     |                 |       |       |  |
|  | Casademont Zaragoza | 57          |                     |                 |       |       |  |
|  | Casademont Zaragoza | 57          |                     |                 |       |       |  |
|  | Valencia Basket     | 74          |                     |                 |       |       |  |
|  | Valencia Basket     | 74          |                     | Valencia Basket | 78    |       |  |
|  |                     |             |                     | Valencia Basket | 78    |       |  |
|  |                     |             | Perfumerías Avenida | 73              |       |       |  |
|  | Perfumerías Avenida | 90          | Perfumerías Avenida | 73              |       |       |  |
|  | Perfumerías Avenida | 90          |                     |                 |       |       |  |
|  | SPAR Gran Canaria   | 87          |                     |                 |       |       |  |
|  | SPAR Gran Canaria   | 87          |                     |                 |       |       |  |
|  |                     |             |                     |                 |       |       |  |

### Semifinales
| 30 de septiembre de 2023 | Casademont Zaragoza                                            | 57–74                                | Valencia Basket                                              | Las Palmas de Gran Canaria |  |
| 17:15                    | Parciales: 20–15, 18–21, 9–22, 10–16                           | Parciales: 20–15, 18–21, 9–22, 10–16 | Parciales: 20–15, 18–21, 9–22, 10–16                         | |  |
|                          | Estadísticas Atkinson 12 Ortiz, Atkinson 4 Ortiz 3 Atkinson 15 | Reporte Pts Reb Asts Val             | Estadísticas 21 Carrera 7 Gülich 3 Ouviña 19 Torrens, Gülich | Pabellón: Gran Canaria Arena Árbitros: Francisco José Zafra Guerra, Cristian Martín Vázquez, Andrea Alejo Sánchez Televisión: |  |

| 30 de septiembre de 2023 | Perfumerías Avenida                                     | 90–87                                 | SPAR Gran Canaria                                 | Las Palmas de Gran Canaria                                                                                         |  |
| 19:45                    | Parciales: 24–27, 27–24, 24–20, 15–16                   | Parciales: 24–27, 27–24, 24–20, 15–16 | Parciales: 24–27, 27–24, 24–20, 15–16             | |  |
|                          | Estadísticas Gil 18 Gil 10 Çakır, Hartley, Gil 5 Gil 28 | Reporte Pts Reb Asts Val              | Estadísticas 27 Loville 7 Fall 4 Alnatas 31 Junio | Pabellón: Gran Canaria Arena Árbitros: Germán Morales Ruiz, Víctor Mas Cagide, Cristina Adán Rodríguez Televisión: |  |

### Final
| 1 de octubre de 2023 | Valencia Basket                                                   | 78–73                                 | Perfumerías Avenida                                  | Las Palmas de Gran Canaria |  |
| 17:00                | Parciales: 24–12, 18–10, 22–24, 14–27                             | Parciales: 24–12, 18–10, 22–24, 14–27 | Parciales: 24–12, 18–10, 22–24, 14–27                | |  |
|                      | Estadísticas Ouviña, Torrens 14 Casas 7 Ouviña 6 Ouviña, Casas 21 | Reporte Pts Reb Asts Val              | Estadísticas 19 Fasoula 8 Vilaró 4 Vilaró 22 Fasoula | Pabellón: Gran Canaria Arena Árbitros: Carlos Javier García León, Francisco José Zafra Guerra, Cristina Adán Rodríguez Televisión: |  |

#### Plantillas
| #            | Jugadora        |
| ------------ | --------------- |
| 0            | Merritt Hempe   |
| 4            | Nadia Fingall   |
| 5            | Cristina Ouviña |
| 6            | Elena Buenavida |
| 7            | Alba Torrens    |
| 9            | Queralt Casas   |
| 10           | Leticia Romero  |
| 11           | Awa Fam         |
| 14           | Raquel Carrera  |
| 18           | Alicia Flórez   |
| 21           | Marie Gülich    |
| 23           | Claudia Contell |
| Entrenador   |                 |
| Rubén Burgos |                 |

| Campeonas de la Supercopa de España femenina de baloncesto 2023 |
| --------------------------------------------------------------- |
| Valencia Basket 2.º título                                      |

| Quinteto ideal      | Quinteto ideal  | Quinteto ideal      |
| Posición            | Jugadora        | Equipo              |
| ------------------- | --------------- | ------------------- |
| Base                | Cristina Ouviña | Valencia Basket     |
| Escolta             | Iris Mbulito    | SPAR Gran Canaria   |
| Alero               | Queralt Casas   | Valencia Basket     |
| Ala pívot           | Laura Gil       | Perfumerías Avenida |
| Pívot               | Raquel Carrera  | Valencia Basket     |
| MVP: Raquel Carrera |                 |                     |

| #            | Jugadora                |
| ------------ | ----------------------- |
| 2            | Olkay Çakir             |
| 3            | Sika Koné               |
| 4            | Leonor Rodríguez        |
| 6            | Silvia Domínguez        |
| 8            | Antonia Delaere         |
| 13           | Andrea Vilaró           |
| 14           | Bria Hartley            |
| 23           | Alexis Prince           |
| 30           | Laura Gil               |
| 33           | Lucía Rodríguez Arribas |
| 34           | Mariella Fasoula        |
| Entrenador   |                         |
| Pepe Vázquez |                         |